# ラブ・ギャランティード
『ラブ・ギャランティード』（原題:Love, Guaranteed）は2020年に配信されたロマンティック・コメディ映画である。監督はマーク・スティーヴン・ジョンソン、主演はレイチェル・リー・クックが務めた。

## 概略
シアトル。スーザン・ウィテカー弁護士は恵まれない人たちを救いたいという思いが人一倍強く、公益性の高い案件ばかりを引き受けていたが、それ故に事務所の経営はいつもカツカツの状態にあった。そんなある日、ニック・エヴァンスと名乗る男性から仕事の依頼が来た。ニックは「ラブ・ギャランティードというマッチングサイトを利用していたが、986回デートしても彼女ができなかった。「必ず相手が見つかります」と宣伝していたのだから、これは詐欺だ。奴らを訴えてやる」と息巻いていた。スーザンはニックの非常識な訴えに内心呆れたが、金のために引き受けざるを得なかった。
こうして、トンデモ法廷闘争が幕を開けたわけだが、しばらくして予期せぬ出来事が起きた。スーザンとニックはお互いに惹かれ始めたのである。

## キャスト
- スーザン・ウィテカー：レイチェル・リー・クック
- ニック・エヴァンス：デイモン・ウェイアンズ・Jr
- タマラ・テイラー：ヘザー・グラハム
- メラニー：ケイトリン・ハウデン
- ビル・ジョーンズ：ジェド・リース
- デニース：リサ・デュラプト
- ロベルト：ショーン・アムシング
- ギデオン：ブランダン・テイラー
- ジェローム：アルヴィン・サンダース
- アリアナ：キャンディス・マクルーア
- リタ・ウー：クイン・ミー
- ミカ：ケイリー・フー
- ロスモア博士：マイロ・シャンデル
- オリヴァー：セバスティアン・ビリングスリー＝ロドリゲス

## 製作・マーケティング
2019年10月4日、レイチェル・リー・クックとデイモン・ウェイアンズ・Jrが本作に出演することになったと報じられた。21日、ヘザー・グラハムがキャスト入りした。2020年6月3日、ライアン・ショアが本作で使用される楽曲を手がけるとの報道があった。8月21日、本作のオフィシャル・トレイラーが公開された。

## 評価
本作に対する批評家の評価は平凡なものに留まっている。映画批評集積サイトのRotten Tomatoesには25件のレビューがあり、批評家支持率は56%、平均点は10点満点で5点となっている。また、Metacriticには6件のレビューがあり、加重平均値は39/100となっている。